# Rißtal
La Rißtal, également Rißbachtal ou vallée du Rissbach, est une vallée du massif des Karwendel, à travers laquelle coule le Rißbach, en Autriche et en Allemagne.
La rivière prend naissance près du plateau de l'Ahornboden qui doit son nom aux grands érables. Elle se trouve alors dans un lit artificiel étroit sur plusieurs kilomètres. En septembre 2014, de vastes mesures de restauration, destinées à retrouver l'état initial du Rißbach, sont faites sur un projet de deux ans.
La Rißtal est en grande partie naturelle, mais est bordée par une route utilisée par de nombreux touristes, en particulier dans la grande région de Munich, pour atteindre le cœur de le parc naturel des Karwendel en voiture. Eng est devenu un centre touristique avec un grand parking et un grand restaurant. À l'est de Hinterriß, se trouve la station de péage, qui est facturée aux heures d'ouverture de la route vers Eng de début mai à fin octobre ; en hiver, la route est fermée. De mi-mai à début de novembre, le « Bergsteiger Bus » (RVO-Linie 9569) part de Lenggries (correspondance avec la Bayerische Oberlandbahn) avec des arrêts dans toutes les restaurants et les parkings des randonneurs dans la vallée.